# Dia Internacional de les Dones per a la Pau i el Desarmament
El 24 de maig se celebra el lideratge i la participació de les dones en els processos de pau i l'erradicació de la violència.
Es va instaurar l'any 1982 en record dels fets dels grups pacifistes de dones del Campament pacifista de dones al Greenham Common que van protestar contra el desplegament d'armes nuclears nord-americanes al RAF Greenham Common a Berkshire i també per visibilitzar els esforços històrics i actuals de les dones per a la construcció de la pau i el desarmament, tot rebutjant la violència com a solució als desafiaments del món.
Aquesta commemoració serveix per recordar al món la violència que sofreixen les dones en els conflictes i postconflictes armats. La presència de dones en els exèrcits és molt minoritària, i en canvi, tal com es recull en la Resolució 1325 del Consell de Seguretat de les Nacions Unides el 90 per cent de les víctimes de les guerres són civils, la majoria dones i infants, que sovint passen a ser víctimes d'abusos vinculats a l'explotació sexual.
També reivindica la necessitat de mostrar el protagonisme de les dones en els processos de creació de pau per evitar l'estereotip que les mostra com a víctimes silencioses i passives. Es considera que el seu paper és cabdal en la construcció social, política i econòmica després dels conflictes per recuperar els espais de vida i desenvolupament individual i col·lectiu. Tanmateix, atès aquest paper actiu de les dones en situacions de conflicte no sempre ha estat reconegut com a tal, l'any 1995, en els acords de la IV Conferència Mundial sobre la Dona es va voler promoure la contribució de les dones en el foment de la cultura de la pau, i que la comunitat internacional reconegués a les dones la seva capacitat de mantenir els seus espais de negociació en la prevenció i solució dels conflictes armats tot reafirmant i subratllant la importància que participin en igualtat i intervinguin plenament en totes les iniciatives de foment de la pau i la seguretat.